# اسنشل یوتیلیتیز
اسنشل یوتیلیتیز (انگلیسی: Essential Utilities) شرکت آب آمریکایی است، که در سال ۱۸۸۶ تأسیس شد.